# غلطة حبيبي (فلم)
غلطة حبيبي فيلم مصري من إنتاج عام 1958، بطولة شادية وعمر الشريف، وإخراج السيد بدير.

## قصة الفيلم
يتكفل الحاج عبد الله بابن أخيه صلاح الذي يصبح مهندسًا ويعمل بمصنعه، يتفق صلاح مع ابنة عمه سعاد على الزواج، يلتقي صلاح بالمرأة اللعوب عزيزة وتوقعه في حبائلها وتغرقه في الخطيئة، ولكنه يفيق ويهجرها . تتعرف عزيزة على العم وتغريه للزواج منها وفعلا يتم زواجهما، تحاول إغراء صلاح بمعاودة علاقته معها إلا أنه يصدها، تحقق مآربها وهي الاستيلاء على أموال زوجها والذي ينصاع لأوامرها ويطرد صلاح، تحرض عزيزة البلطجي محروس على خطف سعاد، يعرف صلاح مكانها ويهرع لنجدتها، تصل رسالة للعم تفضح ماضي زوجته، يقرر الانتقام منها، تقوم معركة بين الزوج وشقيقها وتنطلق رصاصة تودي بحياة عزيزة، وتصفو الحياة من جديد بين العم وصلاح ويتزوج صلاح من سعاد.

## بطولة
- شادية
- عمر الشريف
- زوزو نبيل
- حسين رياض
- عبد المنعم إبراهيم
- توفيق الدقن
- زكي إبراهيم
- عواطف رمضان
- لطفي الحكيم
- محمد سليمان
- حسين إسماعيل
- كمال الزيني
- عبد المنعم إسماعيل
- منير الفنجري
- نجوى فؤاد

## فريق العمل
- إخراج: السيد بدير
- تأليف : محمد مصطفى سامي
- إنتاج: أفلام المنصورة
- توزيع: شركة الشرق
- موسيقى تصويرية: فؤاد الظاهري
- مونتاج: كمال أبو العلا
- مدير التصوير: ألفيزي أورفانيللي

## وصلات خارجية
- مقالات تستعمل روابط فنية بلا صلة مع ويكي بيانات
- صفحة الفيلم في قاعدة بيانات الأفلام العربية